# Svein Thøgersen
Svein Thøgersen (født 23. juni 1946 i Sarpsborg) er en norsk tidligere roer.
Thøgersen vandt sammen med Frank Hansen sølv ved EM i 1971 i dobbeltsculler, og duoen var derfor med i favoritfeltet ved OL 1972 i München. De blev nummer tre i det indledende heat, men vandt derpå opsamlingsheatet og var derfor klar til semifinalen. Her blev de nummer tre, og var dermed med i A-finalen, hvor de klarede sig meget bedre, idet de gav den sovjetiske båd kamp til stregen og kun blev besejret med under et sekund, mens de omvendt var næsten tre sekunder foran østtyskerne på tredjepladsen.

## OL-medaljer
- 1972:  Sølv i dobbeltsculler